# Sonderweg
Sonderweg is de aanduiding voor de stelling dat Duitsland een eigen, afwijkende ontwikkeling van adelsheerschappij naar democratie heeft gehad. Het meest kenmerkende is dat in de negentiende eeuw het verwerven van de economische macht door de burgerij niet resulteerde in het verkrijgen van de politieke macht. Die bleef in handen van de vorsten en de adel. Dit zou de oorzaak zijn geweest voor het blijven bestaan van een voorkeur voor autoritaire leiders en uiteindelijk de opkomst van het nationaalsocialisme en de daarmee verbonden gruwelen van de Holocaust mogelijk hebben gemaakt. Op de Sonderwegthese is de kritiek gekomen dat het bestaan van een Sonderweg veronderstelt dat er een normale, verplicht te volgen weg naar democratie bestaat.
De Sonderwegthese is vooral in de jaren zestig in West-Duitsland opgekomen, onder andere door het werk van de historicus Hans-Ulrich Wehler. Met de theorie waren ook direct morele en politieke consequenties verbonden. De Sonderwegthese stelde namelijk dat het Duitse politieke systeem volledig fout was en dat om een terugkeer van het nazisme te voorkomen een democratisch stelsel naar Frans of Brits model diende te worden doorgevoerd. Met name de geschoolde burgerij, het Bildungsbürgertum, diende de verantwoordelijkheid voor de politiek op zich te nemen en deze niet meer aan anderen over te laten, zoals in de Weimarrepubliek was gebeurd. Met deze opvatting zetten Wehler en de zijnen zich af tegen historici als Friedrich Meinecke die in 1946 het optreden van de nazi's beschouwde als een afwijking van de bestaande Duitse politiek en niet als de logische voortzetting daarvan.
Wehlers opvattingen sloten aan bij die van veel Britse historici tijdens en na de Tweede Wereldoorlog, die het Duitse volk als collectief schuldig beschouwden aan de oorlog en de Holocaust. De Britse visie op de Duitse geschiedenis resulteerde onder andere in een heropvoedingsprogramma in hun eigen Duitse bezettingszone. Door het overnemen van de ideeën van de Britten speelde de these van de Sonderweg ook een rol in de normalisering van de betrekkingen tussen de Duitsers en de geallieerden.
Daarnaast kon de Sonderwegthese aansluiten bij de al langer bestaande opvatting dat Duitsland wel een eigen speciale variant van democratie moest ontwikkelen als brug tussen het autoritaire oosten van Europa en het democratische westen. Duitsland zou een eigen roeping binnen Europa hebben, een visie die in kleine kring nog in 1990 bleek te bestaan, en resulteerde in het voorstel dat het herenigde Duitsland zich noch bij de NAVO noch bij het Warschaupact zou moeten aansluiten. Deze uitwerking stond echter lijnrecht tegenover de opvattingen van Wehler.
In de jaren tachtig en negentig werd de Sonderwegthese onderdeel van de Historikerstreit waarin het unieke karakter van de Holocaust ter discussie werd gesteld door deze onder andere te vergelijken met de Goelagarchipel.